# ザ・ルイガンズ スパ & リゾート
The Luigans Spa&Resort（ザ・ルイガンズ．スパ・アンド・リゾート）は、福岡県福岡市東区西戸崎にあるリゾートホテル。運営会社は東京都千代田区に本社を置く株式会社プラン ドゥ シー(株式会社Plan･Do･See)で、ホテル・レストラン・ウェディング等の事業を行っている企業である。

## 概要
志賀島へと連なる半島沿い「海の中道」海浜公園に所在するリゾートホテル。全国18カ所の国営公園の中でも、唯一公園内に位置し、敷地はおよそ540ヘクタールである。
宴会場6、レストラン３、その他プール、フィットネスクラブ、スパ、大浴場、チャペル、ギフトショップ等を備え、年間を通してバーベキュー、花火、シネマナイト、いちご狩りなどのイベントを開催している。

## 設備
- レストラン
  - ザ・ラウンジ オン ザ ウォーター
  - ステーキハウス ミディアムレア
  - 玄海

- スパ「ザ・スパ 〜ルス デル ソル〜」
スパブランド「YON-KA」のプロダクトを使用。
- ギフトショップ
  - フロム ウェア アイ スタンド
  - ザ・ショップ

## ウェディング
敷地内にある挙式会場にて、「キリスト教式」「洋装人前式」「和装人前式」からそれぞれのスタイルに合わせて選べ、敷地内でのガーデン挙式や、隣接する水族館「マリンワールド海の中道」でのドルフィンセレモニーも可能である。
一方、パーティルーム（バンケット、披露宴会場）は「ザ・グランドガーデン」「ザ・グランドビーチ」「ザ・オーシャンズラウンジ」「ザ・ガゼボ」「ザ・グランドオーシャン」「ザ・グランドオーシャン」、またガーデンやプールサイドを利用した屋外の会場「ザ・ルイガンズガーデン」から選択することができる。

## アクセス
鉄道
JR「博多」駅より約40分。 JR鹿児島本線「博多」駅より「香椎」駅へ。JR香椎線に乗り換えて「海ノ中道」駅にて下車、徒歩約6分。
西鉄「貝塚」駅より約35分。 西鉄 貝塚線「貝塚」駅より「和白」駅へ。JR香椎線に乗り換えて「海ノ中道」駅にて下車、徒歩約6分。
タクシー・車
【山口・北九州方面より】
九州自動車道「古賀IC」より約30分。九州自動車道「古賀IC」を降りて、福岡方面へ。国道3号線「大森」交差点を右折、県道538号線「三苫三差路」を右折、パークウェイを経由。
【熊本・佐賀方面より】
福岡都市高速道路「香椎浜ランプ」より約10分。九州自動車道「太宰府IC」を降りて、福岡都市高速道路へ。福岡都市高速道路「香椎浜ランプ」を降りて、2つめの信号「片男佐橋（かたおさばし）」交差点を左折、アイランドシティ、海の中道大橋を経由。
シャトルバス
「HEARTSバスステーション博多」1階4番のりばより運行